# ゴッサム・シティ
ゴッサム・シティ (英: Gotham City) は、アメリカンコミック『バットマン』（DCコミックス刊）に登場するアメリカ合衆国の架空の都市。“Batman＃4“（1940年12月）で初登場した。バットマンのホームグラウンドとして知られている。

## 名前の由来
ビル・フィンガーがゴッサム・シティを考案した。フィンガーはバットマンの舞台をニューヨークから架空の都市へ移したいきさつと理由を次のように述べている。「もともとはゴッサム・シティのことを『シビック・シティ』 (Civic City) と呼ぶつもりで、その後『キャピタル・シティ』『コースト・シティ』などを候補に考えた。その後ニューヨーク市の電話帳をめくっているうちに『ゴッサム・ジュエラーズ』という店を発見して、これだ、ゴッサム・シティだ、と思った。我々は、どの町に住む誰が読んでも自分の町のことだと思ってもらえるように、ニューヨークという名は使いたくなかった」 と述べた。
「ゴッサム」（衆愚の町）は1939年にバットマンが出版される前から、ニューヨークの異名としてよく知られたニックネームだった（en:Gotham および en:Nicknames of New York City を参照）。ニューヨークを「ゴッサム」と初めて呼んだのは1807年11月11日にワシントン・アーヴィングがニューヨークの文化と政治について書いた記事である。アーヴィングは、イングランドのノッティンガムシャーにあるゴッサム（ゴータム）の民間伝承（「ゴータムの賢人」）から名前を取った。

## 地理
ゴッサム・シティの地理は、DCユニバースの他の架空の都市のように作家、編集者、物語のために数十年に渡って変化しているが、ゴッサム・シティがニュージャージー州に位置していることは変わっていない。DCコミックスの参考文献の大半では、アメリカ合衆国の北東部にあるニュージャージー州に位置しており、メトロポリスと近接している。
- “Atlas of the DC Universe“（1990年）で、アトラスはニュージャージー州にゴッサムが位置しており、メトロポリスはデラウェア湾にあると述べた[7]。
- “Amazing World of DC Comics“（1974年3月）#14で、出版社のマークグリューンワルトは、ジャスティス・リーグとゴッサム・シティはニュージャージー州のどこかに配置されていることを示している[9]。
- “World’s Greatest Super Heroes“（1978年8月）のマップでは、デラウェア州とニュージャージー州にメトロポリスとゴッサム・シティがあることが示されている[10]。
- “World's Finest Comics“#259（1979年11月）でゴッサムはニュージャージー州にあるものとして確認できる[11] 。
- “New Adventures of Superboy“#22 (1981年10月) では、ニュージャージー州とデラウェア州にゴッサム・シティとメトロポリスが位置しているマップを示している[12]。
- “Detective Comics“#503（1983年6月）では、ニュージャージー州にゴッサム・シティがあることを示唆するいくつかの要素が含まれている。ジャージーショアの位置は「ゴッサムの北に20マイル」と記載されており、ロビンとバットガールはゴッサム・シティに「秘密のニュージャージー州の飛行場」から車でドライブして"Hudson County Highway"に向かう[4] 。"Hudson County Highway"とは、ニュージャージー州ハドソン郡に実在する高速道路の名前である。
- “Batman: Shadow of the Bat“, Annual #1（1993年6月）で、ゴッサム・シティがニュージャージー州にあることが証明された[6] 。Sal E. Jordanの運転免許証は住所表記が"72 Faxcol Dr Gotham City, NJ 12345"（ニュージャージー州ゴッサム市ファクスコル道路72番）だった。

### メトロポリスとの関係
スーパーマンのホームグラウンドであるメトロポリスとゴッサム・シティは、しばしば走行距離内にあることが示唆されている。
- コミックブックで、メトロ・ナローズ・ブリッジはメトロポリスとゴッサム・シティの都市を結ぶメインルートとして描かれ[13][14][14]、世界最長の吊り橋であると記載されている[15]。
- 1990年代の“The Atlas of the DC Universe“は、デラウェア州にメトロポリス、ニュージャージー州にゴッサム・シティが都を置いている[16]。
- スーパーマンの勤務先であるデイリー・プラネットはメトロポリス所在だが、このメトロポリスもニューヨーク州にあることになっている[17]。

## 映画
バットマンの映画でゴッサム・シティのインスピレーションやロケ地として使用された場所は、シカゴ、デトロイト、ピッツバーグ、ロサンゼルス、ニュージャージー、ニューヨークなど。
ティム・バートン監督作品では古き良き時代のアメリカ。
ジョエル・シュマッカー監督作品ではネオンと巨大石造が乱立する近未来的なゴシックパンクのイメージで統一されている。『バットマン・フォーエバー』においてヘリコプターでの短時間の飛行後に自由の女神へ衝突した描写があることから、距離的にも近いとされている。『バットマン&ロビン Mr.フリーズの逆襲』のコンピューターで表示されていた地図におけるゴッサム・シティの位置もニューヨークとほぼ同じ地点であった。
『バットマン ビギンズ』（クリストファー・ノーラン監督）では、実際の街により近くなっている。『ダークナイト』では、イメージカラーはもとより、セットやCGによる演出などをも極力控え、ほぼ全シーンをシカゴでのロケで表現しており、外観は実際のアメリカ合衆国にある都市とほぼ同じ物となっている。『ダークナイト ライジング』では、世界規模の証券取引所を抱え、橋とトンネルでつながれた中州上の都市のような描写がなされ、ニューヨークマンハッタン島のイメージに近い街になっている。撮影は主にペンシルベニア州ピッツバーグで行われ、スタジアム爆破シーンではピッツバーグ・スティラーズ・スタジアムが実際に爆破された。
- 『バットマン ビギンズ』および『ダークナイト』において、多くの警察官が賄賂で生計を立てる汚職警官であり、行政機関の上層部までもマフィアとの癒着で成り立っているという描写があり、治安は極めて深刻な状況にあると言える。しかし『ダークナイト ライジング』ではデント法という法律により治安は劇的に改善しており、その改善ぶりはバットマンが引退しても問題ないほどであった。だが、あまりにも低い犯罪率が裏目に出て警察の捜査能力の低下をもたらし、劇中では証券取引所襲撃の真犯人ベインを取り逃がす、トンネルや橋を爆破して街を隔離するというテロ行為を事前に察知できず対応が後手に回る、ベイン側の攻撃に対し何もできないまま刑務所からの囚人の脱走を許す、最終的には市内のほぼ全ての警察官が地下に閉じ込められる、といった警察側の失態が続く。
- 『バットマン ビギンズ』においては、セレブリティが集まる会合などが多く行われている高級レストランの描写と同時に、低所得者が多く住むスラム街も描写されており、原作コミックスにおいても、裏路地やホームレスなどの描写もあることから、そのような経済状況も治安の悪化の一因となっていることも匂わせている。なお、街の描写において煙突や工場が数多く見られることから、製造業などの第二次産業が盛んであるとも窺えるが、ウェイン・エンタープライズ以外の産業が描写されたことは皆無であり、詳細は不明である。

DCエクステンデッド・ユニバースでは実際の街を元にしながら、建物の看板や立地で原作コミックの要素を取り入れている。スーパーボウル2016では映画プロ―モーションの一環として、ターキッシュ・エアラインズの協賛でベン・アフレック演じるブルース・ウェインによるゴッサム・シティの架空の観光CMが放映された。
- ザック・スナイダー監督『バットマン vs スーパーマン ジャスティスの誕生』では、ストライカーズ島を挟んでデラウェア湾のようにメトロポリスとゴッサム・シティが向かい合っている。
- デヴィッド・エアー監督『スーサイド・スクワッド』ではデッドショットとハーレイ・クインの経歴資料からゴッサム・シティがニュージャージー州に位置していることがわかる。
- トッド・フィリップス監督『JOKER』では原点回帰でニューヨークで撮影されており、作中において清掃員のストにより、深刻なゴミ問題に悩まされている。
- マット・リーブス監督『THE BATMAN-ザ・バットマン-』ではニューヨークで撮影されており、街中が犯罪で充満しており、殺伐とした雰囲気となっている。
- トッド・フィリップス監督『ジョーカー：フォリ・ア・ドゥ』では、作中の評決シーンにおいて陪審員が「ニューヨーク州住民対被告人との…」と述べるセリフがある。

## ドラマ
『GOTHAM/ゴッサム』はゴッサムシティを舞台とし、青年期のジェームズ・ゴードンと少年期のブルース・ウェインを中心に描いたドラマシリーズである。
『Gotham Nights』はゴッサムシティを舞台とし、バットマンの養子息子のターナー・ヘイズを主人公に、ジョーカーの娘デュエラやステファニー・ブラウンなどに焦点を当てたドラマシリーズである。メインヴィランの1人にトゥーフェイス/ハービー・デントが発表されている。

## アニメ
『バットマン (アニメ)』ではゴッサム・シティとメトロポリスは都市の治安、経済で協定を結び姉妹都市となる。
『ザ・バットマン』（第58話「ジョーカー・エクスプレス」）では、市の地下には広大で無数の廃坑トンネルが張り巡らされ、閉山した炭鉱の上に築かれた大都市であるかの様にとれる設定が見られる。
『バットマン/マスク・オブ・ファンタズム』では、『ゴッサム・ワールド・フェア』がかつて開催される程の「明るい未来」「夢に溢れる」好景気時代もあった大都市であり、「不況」「犯罪」に溢れる現在のゴッサム・シティを象徴するかの様に裏寂れた元会場跡地が重要な舞台の一つとなっている。
『バットマン・ザ・フューチャー』は、40年後を描いた作品。治安の悪さが描かれている。
『バットマン:ブレイブ&ボールド』では、25世紀から来たヒーロー、ブースター・ゴールドの語るところによると、25世紀ではゴッサム・シティはアメリカ一の観光都市となり、バットケイブはレジャー施設の一部となっている。

## 友好都市
2022年2月21日、福山市（広島県）はゴッサムと、実在の都市としては初めて友好都市提携と結んだ。『THE BATMAN-ザ・バットマン-』公開にともなうプロモーションの一環で、コウモリをかたどった市章がバットマンのシンボルに似ていることなどによる。